# Движенец
Движенец — посёлок в Кусинском районе Челябинской области. Входит в Кусинское городское поселение.

## География
В посёлке расположен одноимённый остановочный пункт. Ближайшие населённые пункты: посёлок Северный и Куса.

## Население
| 2002 | 2010 |
| ---- | ---- |
| 61   | ↘42  |

Гендерный состав
По данным Всероссийской переписи 2010 года численность населения посёлка составляла 42 человека (19 мужчин и 23 женщины).

## Улицы
Уличная сеть посёлка состоит из 2 улиц.